# Jan Justus Bos
Jan Justus Bos –conocido como Jan Just Bos– (28 de julio de 1939-24 de marzo de 2003) fue un botánico y deportista neerlandés que compitió en remo como timonel.
Participó en dos Juegos Olímpicos de Verano en los años 1960 y 1964, obteniendo una medalla de bronce en Tokio 1964 en la prueba de dos con timonel.

## Palmarés internacional
| Juegos Olímpicos | Juegos Olímpicos | Juegos Olímpicos  | Juegos Olímpicos |
| Año              | Lugar            | Medalla           | Prueba           |
| ---------------- | ---------------- | ----------------- | ---------------- |
| 1964             | Tokio (Japón)    | Medalla de bronce | Dos con timonel  |